# 劳宗发
劳宗发（?—?），浙江钱塘（今浙江杭州）人，清朝政治人物。同进士出身。
乾隆十年（1745年）乙丑科進士。曾于乾隆三十年（1765年）接替李永书任苏松道道员一职，1768年由钟光豫接任。